# Tetraponera fictrix
Tetraponera fictrix är en myrart som först beskrevs av Auguste-Henri Forel 1897.  Tetraponera fictrix ingår i släktet Tetraponera och familjen myror. Inga underarter finns listade i Catalogue of Life.

## Bildgalleri

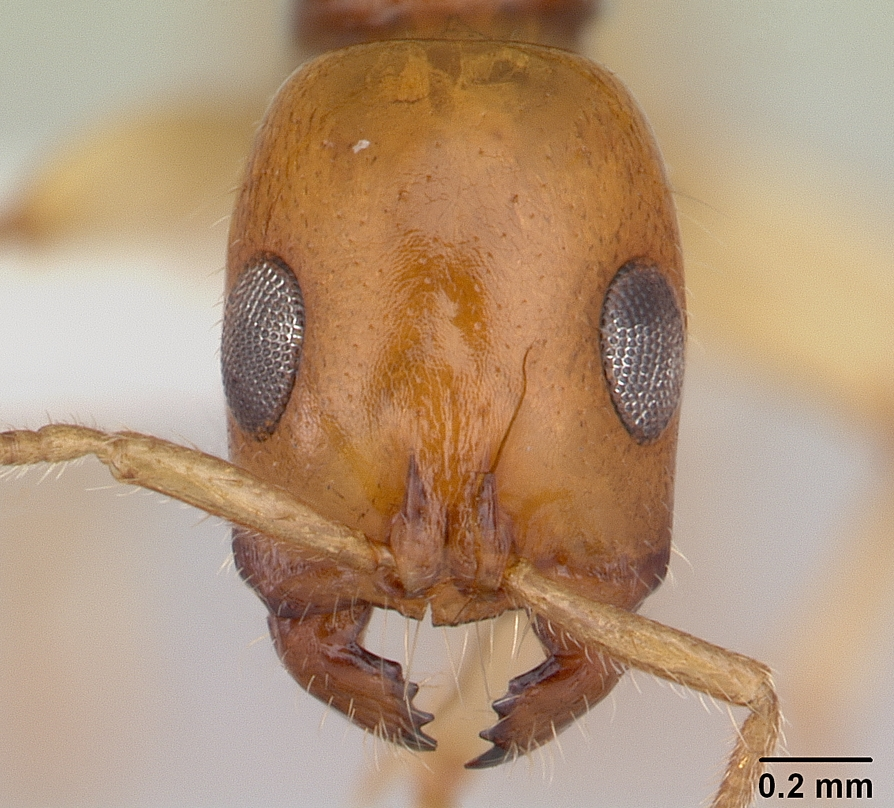
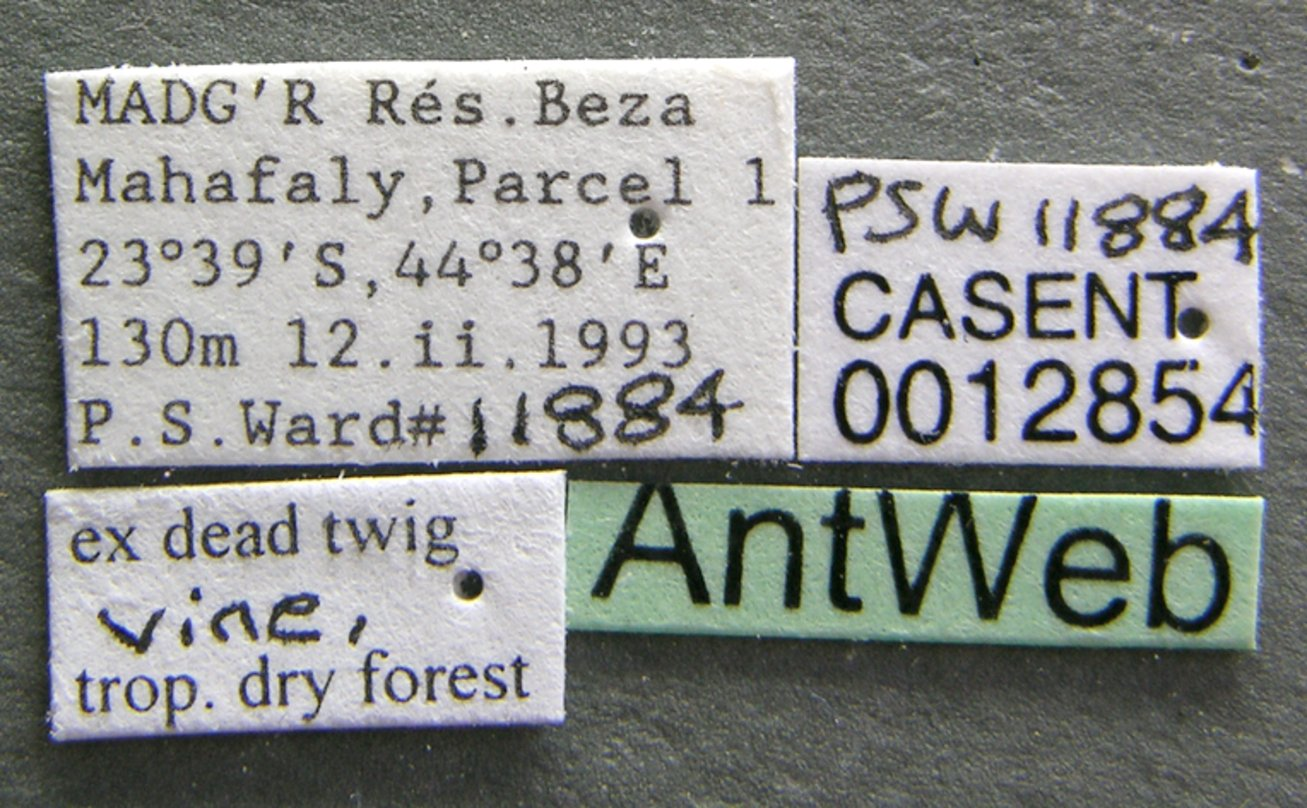
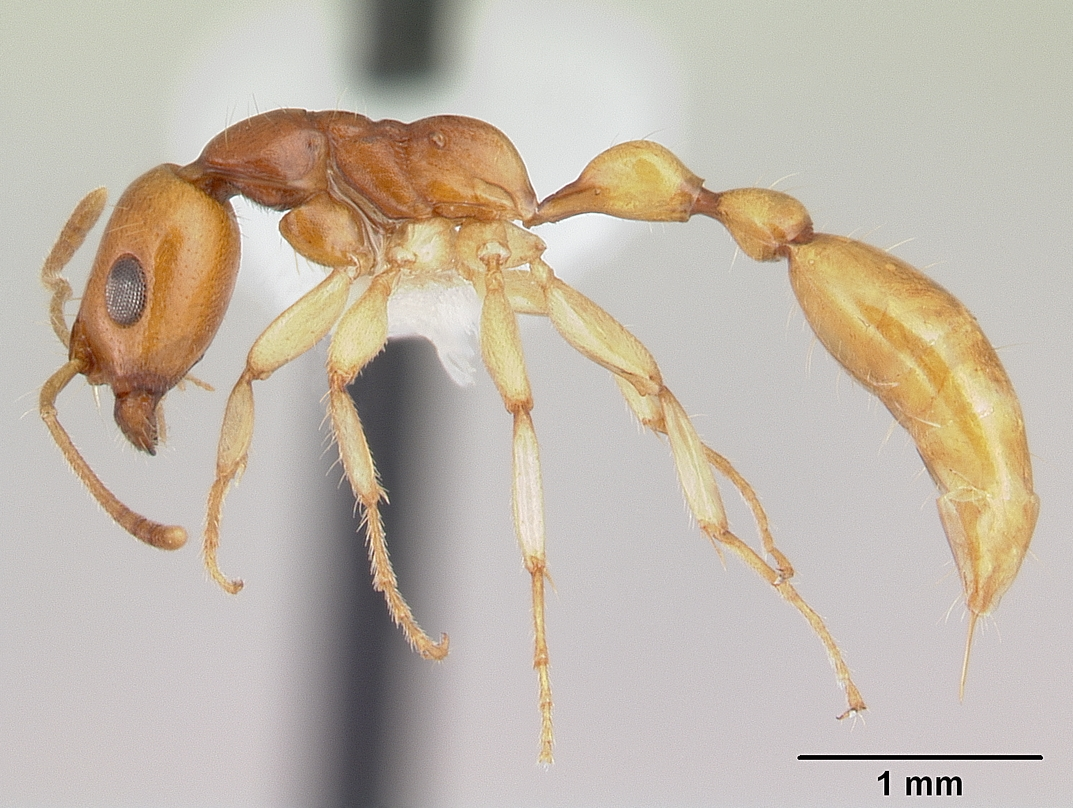
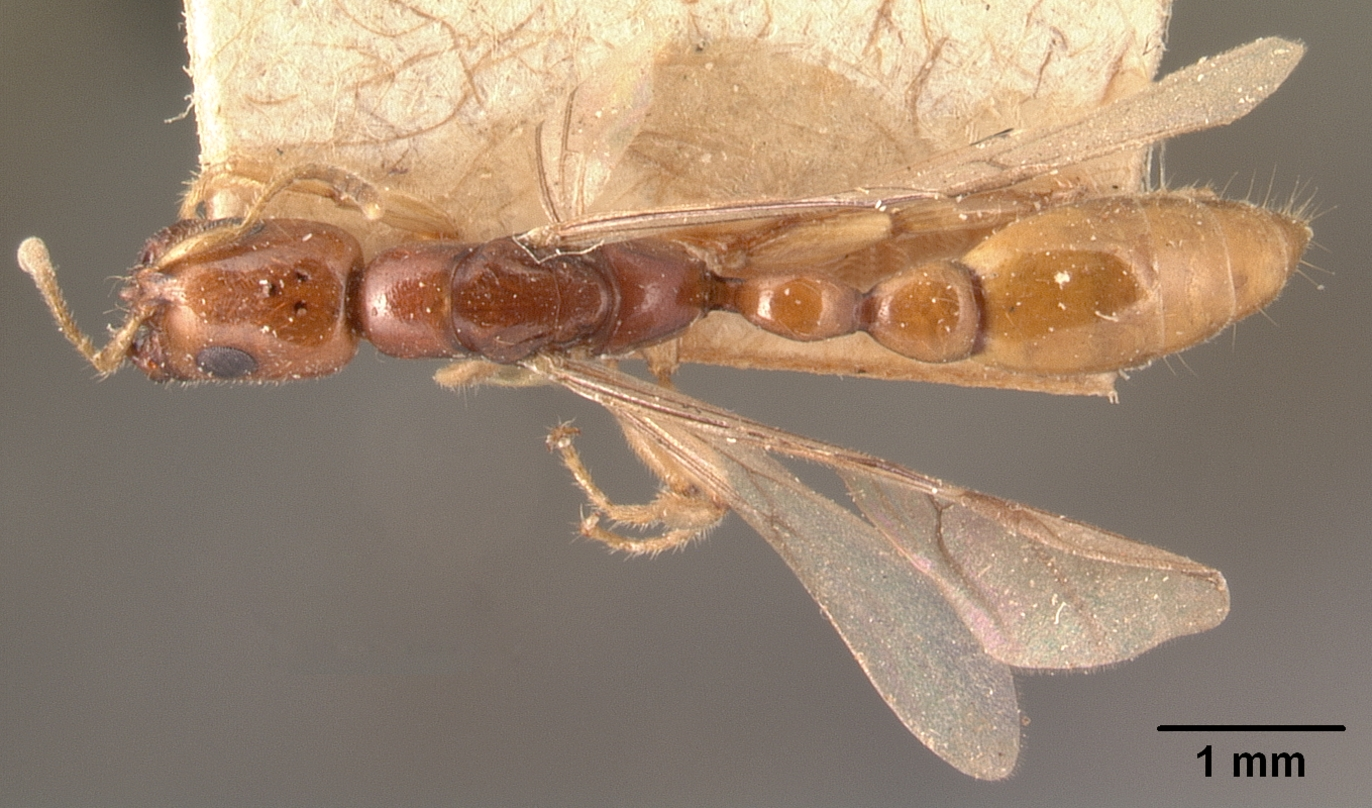
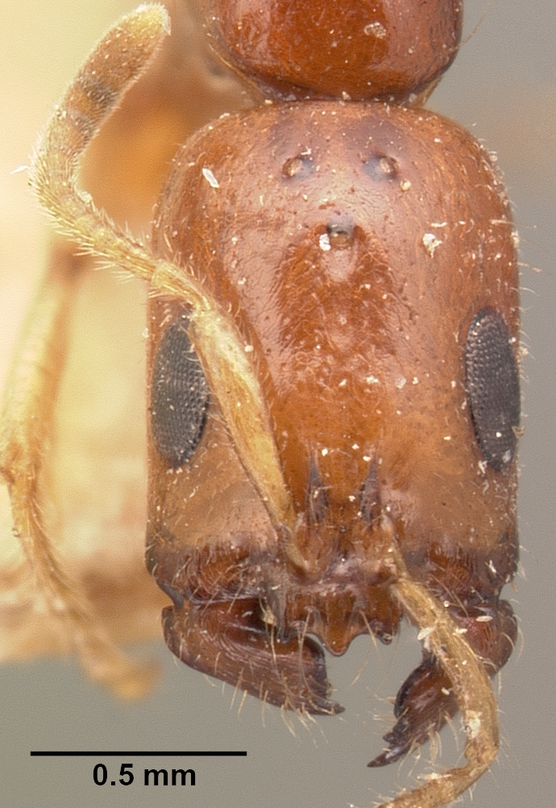
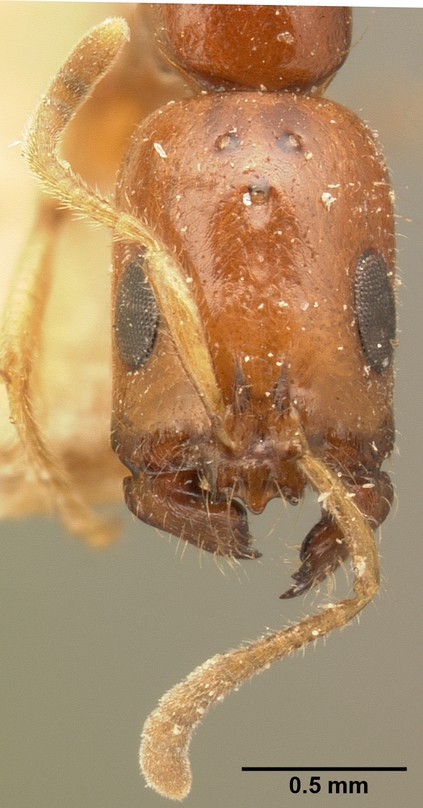